# Kristi Leskinen
Kristi Leskinen (née le 10 février 1981 à Uniontown (États-Unis) est une skieuse acrobatique américaine. Elle remporte notamment une médaille de bronze en superpipe féminin lors des Winter X Games IX (neuvièmes X Games d'hiver) qui ont lieu à Aspen, dans le Colorado, en 2005.
Elle et la première femme à réaliser un rodeo 720°, la tête tournée vers le sol.